# Эгунтчи Беханзен
‘’’Эгунтчии́ Беханзе́н’’’ (фр. Egountchi Behanzin; род. 5 ноября 1988 года, Ломе, Того, настоящее имя — Доджи Сильван Афуа ди Ги (фр. Dodji Sylvain Afoua dit Geay)) — политик, выступающий с позиций панафриканизма, блогер, журналист.
Один из лидеров панафриканизма в XXI веке,основатель НГО «Лига защиты чернокожих африканцев» Ligue de défense noire africaine.
Автор Telegram канала EgountchiBehanzinOfficiel .

## Биография
Доджи Сильван Афуа ди Ги родился в Ломе в семье военного из Того Марселя Морийя Афуа ди Ги. Когда Эгунтчи шёл 14-й год, его отец был убит, семья переехала во Францию.
Какое-то время занимался музыкой, был известен как рэпер Гуччи Айджи (Gucci IG)
.
В 2018 году создал Лигу защиты чернокожих африканцев . Незадолго до этого взял псевдоним Эгунтчи Беханзен, происхождение имени неизвестно, фамилию выбрал в честь последнего короля Дагомеи Беханзина, известного своей борьбой против колониализма.

## Лига защиты чернокожих африканцев
Организация заявляет, что её цель — борьба с расизмом и продвижение панафриканизма.. Правительство Франции неоднократно осуждало действия организации, после нескольких инцидентов, получивших огласку в СМИ, министр внутренних дел Франции Жеральд Дарманен инициировал процедуру её запрета .
Организация официально запрещена во Франции 29 сентября 2021 года, но продолжает свою работу.

## Переезд в Африку
Вслед за другими панафриканистами, Беханзен решил переехать в Африку, выбрав для этих целей Южноафриканскую республику (ЮАР). В настоящий момент пытается оформить вид на жительство в этой стране.
Одна из целей Беханзена — возвращение на Родину, в Того. В настоящий момент это невозможно, поскольку, по его словам, он находится под персональными санкциями правительства этой страны, которое среди прочего запретило ему въезд на её территорию.